# As I Am
As I Am è il quarto album (il terzo di inediti) della cantante statunitense Alicia Keys, pubblicato il 13 novembre 2007. È il quarto album della cantautrice che debutta alla prima posizione della classifica americana Billboard Hot 100. Contiene la più grande hit della cantante, No One, che è stata premiata pochi mesi dopo la pubblicazione dell'album con 2 Grammy Awards. L'album è il più venduto in America nel corso del 2008.

## Descrizione

### Stile musicale
Lo stile già proprio della cantautrice non ha subito sostanziali variazioni in questo album; molti critici, tuttavia, hanno notato una maggiore sperimentazione musicale nell'album da parte della Keys. Inoltre, vi sono alcune collaborazioni con artisti blues e rock, come Linda Perry e John Mayer; principalmente le tracce sono di genere R&B e soul, come nei precedenti album, anche se si possono notare delle sfumature più blues rock e rock in brani come The Thing About Love, Sure Looks Good to Me o Where Do We Go from Here. Particolare è I Need You, brano che rievoca il soul psichedelico degli anni 70 ma in cui si possono udire influenze di musica africana, probabilmente per i contatti col paese della cantante per via della sua organizzazione benefica o anche per le sue collaborazioni precedenti con artisti africani come Oumou Sangare. Rolling Stone ha sottolineato la grande prestazione vocale della Keys, aggiungendo che questa è la prima cosa che si nota nell'album.
Così Alicia ha commentato sullo stile del suo album in una conferenza stampa a Milano nel 2007:

### Testi e tematiche
L'idea di base dell'album nasce dal desiderio di Alicia di liberarsi dalle costruzioni sociali e dalle imposizioni mentali imposte dallo show-business. L'artista desidera presentarsi in maniera vera, pura e diretta e dichiara di aver trovato il suo equilibrio interiore (il titolo significa appunto "Così come sono").
L'album, proprio per questo motivo, ha un carattere più introspettivo rispetto a The Diary o a Songs in A Minor. In brani come The Thing About Love, Go Ahead o Where Do We Go from Here Alicia afferma la sua idea rispetto alla vita e alle dinamiche sociali. La tematica prevalente è l'amore, in quasi tutti i brani, anche se è toccato in diverse sfumature: in No One è inteso come la libertà dai pregiudizi degli altri, in Like You'll Never See Me Again si scontra con la tematica della morte, e assume un valore molto più profondo; in Teenage Love Affair assume un significato più fresco, ossia l'amore giovanile; in Wreckless Love tratta il desiderio sessuale e l'amore diretto e passionale. La consapevolezza di essere cresciuta porta Alicia a riflettere sulla sua vita fino ad ora, in brani come The Thing About Love e Lesson Learned. Da segnalare Superwoman, nella quale si tratta la questione femminile e la forza delle donne, tematica cara all'autrice, peraltro già affrontata in A Woman's Worth.
Alicia ha dichiarato a TGcom alcuni dettagli sulle sue tracce preferite dell'album in un'intervista del novembre 2007:
E ancora in una conferenza stampa del 2007 ha aggiunto:

## Singoli
Il primo singolo estratto dall'album è stato No One, pubblicato l'11 settembre 2007, che è diventando in breve tempo uno dei singoli più venduti negli anni 2000.  Ha raggiunto la prima posizione in diversi paesi, tra cui l'Italia, l'America e la classifica europea; è anche il singolo più venduto dell'artista, con circa 8 665 000 copie vendute. Il secondo è Like You'll Never See Me Again che ha raggiunto la prima posizione nella classifica R&B americana togliendo dalla vetta No One, e rimanendovi per sette settimane: con questo risultato Alicia è la prima artista americana R&B a sostituire un proprio singolo alla vetta con quello successivo e la seconda artista in generale, dopo che il rapper Nelly aveva compiuto questo fatto nel 2002. Inoltre, di fatto Alicia è rimasta prima per 17 settimane consecutive con i primi due singoli dell'album. Il singolo è rimasto in seconda posizione per altre sei settimane, rimanendo nella top50 della classifica per un totale di 45 settimane. Il terzo estratto è Teenage Love Affair che ha raggiunto la terza posizione della classifica americana e ottiene un buon passaggio radiofonico in diversi paesi. Il quarto ed ultimo singolo estratto è Superwoman, canzone molto cara alla sua autrice che celebra l'importanza e la forza delle donne, pubblicato il 29 luglio 2008.

## Accoglienza
L'album ha ricevuto un consenso positivo dalla critica americana e internazionale. Molti hanno notato un cambiamento stilistico nella musica della Keys, che per la prima volta si è addentrata in stili musicali come il rock, il pop o il blues. Rolling Stone, dando all'album tre stelle su quattro, ha definito lo stile dell'album «pieno di passione in modo riflessivo» mentre ha definito l'andatura musicale prevalente «media». Blender, dando quattro stelle su cinque all'album, ha commentato «Solamente ventisettene, ha imparato [Keys] il soul classico: Teenage Love Affair ha lo splendore del Motown, mentre Where Do We Go From Here, costruita su un oscuro campionamento Memphis-soul, diventa un lamento vintage dal cuore» e ha in seguito aggiunto che «I primi suoi due album dimostravano quanto bene sapesse rinnovare una vecchia composizione; As I Am va oltre mostrando un lato sperimentale». Il New York Times ha detto che «As I Am mostra non solo sicurezza ma anche esperienza» e in seguito ha definito l'album «Il suo lavoro più solido».
Slant, assegnando quattro stelle su cinque, pur constatando che i testi della Keys sono «un po' sopravvalutate», ha riportato: «A differenza di Lauryn Hill, Keys ha saputo sfruttare tutti quei primi risultati (e il consenso continuo) e spingere sé stessa alla continua eccellenza piuttosto che cadere sotto il peso delle aspettative. Keys non è proprio una "superwoman" giunta per salvare l'R&B da sé stesso, ma la qualità senza tempo di As I Am viene al momento giusto». L'album è stato dichiarato il miglior album del 2007 dal magazine People, mentre è stato posizionato alla #36 nella lista dei "50 migliori album del 2007" stilata da Rolling Stone. La canzone Teenage Love Affair è una delle migliori canzoni del 2007 di sempre, posizionata al numero 23 da Rolling Stone. L'album è inoltre stato dichiarato da Entertainment Weekly il numero 33 miglior disco degli ultimi 25 anni nella lista dei "100 migliori album degli ultimi 25 anni". As I Am ha comunque ricevuto recensioni discrete o negative dal Washington Post, dal Guardian, e dal Chicago Tribune.

## Tracce
1. As I Am (Intro) – 1:52 (Alicia Keys)
2. Go Ahead – 4:35 (Alicia Keys, Kerry Brothers Jr., Mark Batson, Marsha Ambrosius)
3. Superwoman – 4:34 (Alicia Keys, Linda Perry, Steve Mostyn)
4. No One – 4:13 (Alicia Keys, Kerry Brothers Jr., George M. Harry)
5. Like You'll Never See Me Again – 5:15 (Alicia Keys, Kerry Brothers Jr.)
6. Lesson Learned (feat. John Mayer) – 4:13 (Alicia Keys, John Mayer)
7. Wreckless Love – 3:52 (Alicia Keys, Harold Lilly, Jack Splash)
8. The Thing About Love – 3:49 (Alicia Keys, Linda Perry)
9. Teenage Love Affair – 3:10 (Alicia Keys, Harold Lilly, Jack Splash, Josephine Bridges, Carl Hampton, Tom Nixon) – Contiene un campionamento del brano (Girl) I Love You dei The Temprees
10. I Need You – 5:09 (Alicia Keys, Mark Batson, Harold Lilly, Paul Green)
11. Where Do We Go from Here – 4:10 (Alicia Keys, Kerry Brothers Jr., Johnnie Frierson, Mary Lou Cross) – Contiene un campionamento del brano After Laughter (Comes Tears) di Wendy Rene
12. Prelude to a Kiss – 2:07 (Alicia Keys)
13. Tell You Something (Nana's Reprise) – 4:28 (Alicia Keys, Kerry Brothers Jr., Paul Green, Novel Stevenson, Steve Mostyn)
14. Sure Looks Good to Me – 4:31 (Alicia Keys, Linda Perry)

### The Super Edition
L'album è stato ristampato il 10 novembre 2008, con il titolo di As I Am - The Super Edition, nel formato CD+DVD. La ristampa contiene tre tracce aggiuntive, tra cui Another Way to Die, facente parte della colonna sonora di Quantum of Solace e primo singolo estratto dall'album. Il DVD contiene sei performance al Coronet Theather di Londra.
CD
1. As I Am (Intro) - 1:52 - (Alicia Keys)
2. Go Ahead - 4:35 - (Alicia Keys, Kerry Brothers Jr., Mark Batson, Marsha Ambrosius)
3. Superwoman - 4:34 - (Alicia Keys, Linda Perry, Steve Mostyn)
4. No One - 4:13 - (Alicia Keys, Kerry Brothers Jr., George M. Harry)
5. Like You'll Never See Me Again - 5:15 - (Alicia Keys, Kerry Brothers Jr.)
6. Lesson Learned (featuring John Mayer) - 4:13 - (Alicia Keys, John Mayer)
7. Wreckless Love - 3:52 - (Alicia Keys, Harold Lilly, Jack Splash)
8. The Thing About Love - 3:49 - (Alicia Keys, Linda Perry)
9. Teenage Love Affair - 3:10 - (Alicia Keys, Harold Lilly, Jack Splash, Josephine Bridges, Carl Hampton, Tom Nixon)
10. I Need You - 5:09 - (Alicia Keys, Mark Batson, Harold Lilly, Paul Green)
11. Where Do We Go from Here - 4:10 - (Alicia Keys, Kerry Brothers Jr., Johnnie Frierson, Mary Lou Cross)
12. Prelude to a Kiss - 2:07 - (Alicia Keys)
13. Tell You Something (Nana's Reprise) - 4:28 - (Alicia Keys, Kerry Brothers Jr., Paul Green, Novel Stevenson, Steve Mostyn)
14. Sure Looks Good to Me - 4:31 - (Alicia Keys, Linda Perry)
15. Another Way to Die (feat. Jack White) - 4:24 - (Jack White)
16. Doncha Know (Sky Is Blue) - 4:24
17. Saviour - 3:22

DVD
1. You Don't Know My Name (live)
2. Fallin' (live)
3. Superwoman (live)
4. No One (live)
5. Teenage Love Affair (live)
6. If I Ain't Got You (live)

## Successo commerciale
L'album ha debuttato direttamente al primo posto nelle classifiche statunitensi, vendendo più di 742 000 copie nella prima settimana sul mercato e, nella classifica mondiale, ha debuttato sempre alla prima posizione con l'esorbitante cifra di 876 000 copie vendute nella prima settimana. Il debutto dell'album è il più grande di sempre per un'artista donna R&B e anche uno dei più alti per un'artista donna di ogni genere musicale. Con questi risultati, Alicia Keys è la terza artista nella storia ad aver debuttato al numero uno delle classifiche con i suoi primi quattro album, dopo DMX e Britney Spears. In totale l'album ha venduto circa 6 milioni di copie nel mondo (dati di luglio 2008), di cui 3.5 milioni solo negli USA in appena 9 settimane (certificato 3 volte platino dalla RIAA). In Italia ha superato le 100 000 copie, è stato certificato platino ed è il 38º disco più venduto del 2007.

## Classifiche
| Classifica (2007). | Posizione raggiunta |
| ------------------ | ------------------- |
| Argentina          | 9                   |
| Australia          | 2                   |
| Austria            | 9                   |
| Belgio (Vallonia)  | 5                   |
| Canada             | 2                   |
| Paesi Bassi        | 2                   |
| Europa             | 3                   |
| Finlandia          | 24                  |
| Francia            | 5                   |
| Germania           | 6                   |
| Irlanda            | 15                  |
| Italia             | 3                   |
| Giappone           | 4                   |
| Nuova Zelanda      | 5                   |
| Norvegia           | 20                  |
| Polonia            | 7                   |
| Spagna             | 12                  |

| Classifica (2007)                     | Posizione raggiunta |
| ------------------------------------- | ------------------- |
| Svezia                                | 15                  |
| Svizzera                              | 1                   |
| U.S. Billboard 200                    | 1                   |
| U.S. Billboard Top R&B/Hip-Hop Albums | 1                   |
| Classifica (2008)                     | Posizione raggiunta |
| Australia                             | 3                   |
| Belgio (Fiandre)                      | 10                  |
| Canada (R&B)                          | 4                   |
| Danimarca                             | 21                  |
| Estonia                               | 6                   |
| Grecia                                | 9                   |
| Messico                               | 58                  |
| Portogallo                            | 4                   |
| Regno Unito                           | 11                  |